# ۴-ترت-بوتیل‌کته‌کول
۴-ترت-بوتیل‌کته‌کول (به انگلیسی: 4-tert-Butylcatechol) با فرمول شیمیایی C۱۰H۱۴O۲ یک ترکیب شیمیایی با شناسه پاب‌کم ۷۳۸۱ است. که جرم مولی آن 166.217 g/mol می‌باشد. 
۴-ترت-بوتیل‌کته‌کول یک ترکیب شیمیایی آلی از مشتقات کاتکول است. این ماده به عنوان  تثبیت کننده و بازدارنده پلیمریزاسیون به بوتادین ، استایرن ، وینیل استات و دیگر جریان های مونومر واکنشی اضافه میشود. 